# Сарабури
Сарабури (тайск. สระบุรี) — город в Таиланде, столица одноимённой провинции.

## География
Город находится примерно в 95 км к северо-востоку от центра Бангкока на берегах реки Пасак.

## Население
По состоянию на 2011 год население города составляет 62 499 человек. Плотность населения — 3105 чел/км². Численность женского населения (48,8 %) уступает численности мужского (51,2 %).